# Pambujan, Bắc Samar

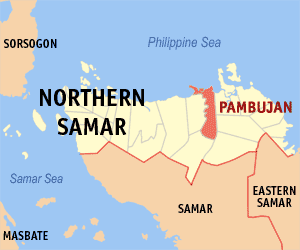
Bản đồ Northern Samar với vị trí của Pambujan

Pambujan là một đô thị hạng 4 ở tỉnh Bắc Samar, Philippines. Theo điều tra dân số năm 2000, đô thị này có dân số 25.394 người trong 4.432 hộ.

## Barangay
Pambujan được chia thành 26 barangay.
| - Cababto-an - Cabari-an - Cagbigajo - Canjumadal - Doña Anecita - Camparanga - Geadgawan - Ginulgan - Geparayan - Igot - Ynaguingayan - Inanahawan - Manahao | - Paninirongan - Poblacion District 1 - Poblacion District 2 - Poblacion District 3 - Poblacion District 4 - Poblacion District 5 - Poblacion District 6 - Poblacion District 7 - Poblacion District 8 - San Ramon - Senonogan - Don Sixto - Tula |